# Discografia Christinei Aguilera
Această pagină prezintă discografia cântăreței americane Christina Aguilera.

## Albume
| Titlul               | Data realizării | Tip   | Casa de discuri | Note |
| -------------------- | --------------- | ----- | --------------- | --- |
| Christina Aguilera   | 1999            | album | RCA Records     | vânzări în lume: 17 milioane vânzări în S.U.A.: 9 milioane certificarea RIAA: de nouă ori platină (12/14/00)            |
| Mi Reflejo           | 2000            | album | RCA Records     | vânzări pe plan mondial: 3 milioane vânzări în S.U.A.: 0.7 milioane certificarea RIAA: aur/de șase ori platină (S.U.A.) |
| My Kind of Christmas | 2000            | album | RCA Records     | vânzări în lume: 1.5 milioane vânzări în S.U.A.:1.1 milioane certificarea RIAA: platină (S.U.A.)                        |
| Stripped             | 2002            | album | RCA Records     | vânzări în lume: 13 millioane vânzări în S.U.A.: 4,1 milioane certificarea RIAA: de patru ori platină (14 ian. '05)     |
| Back To Basics       | 2006            | album | RCA Records     | vânzări în lume: 4,5 millioane vânzări în S.U.A.: 1.7 milioane certificarea RIAA: de două ori platină (7/6/2007)        |
| Liberation           | 2018            | album | RCA Records     | N/A |

## Discuri single
Discurile single lansate de Christina Aguilera si pozițiile în clasamente ocupate de acestea. Legendă: Statele Unite - U.S., Regatul Unit - UK, Canada - CAN, Australia - AUS, Germania - GER, Franța - FRA și United World Chart - WORLD.
| Anul | Discul single                                 | Albumul                                 | Poziții în clasamente | Poziții în clasamente | Poziții în clasamente | Poziții în clasamente | Poziții în clasamente | Poziții în clasamente | Poziții în clasamente |
| Anul | Discul single                                 | Albumul                                 | WORLD                 | U.S.                  | UK                    | CAN                   | AUS                   | GER                   | FRA                   |
| ---- | --------------------------------------------- | --------------------------------------- | --------------------- | --------------------- | --------------------- | --------------------- | --------------------- | --------------------- | --------------------- |
| 1999 | „Genie in a Bottle”                           | Christina Aguilera                      | 1                     | 1                     | 1                     | 1                     | 2                     | 2                     | 3                     |
| 1999 | „What a Girl Wants”                           | Christina Aguilera                      | 1                     | 1                     | 3                     | 5                     | 5                     | 18                    | 11                    |
| 1999 | „The Christmas Song”                          | My Kind of Christmas                    | —                     | 18                    | —                     | 22                    | —                     | —                     | —                     |
| 2000 | „I Turn to You”                               | Christina Aguilera                      | 6                     | 3                     | 19                    | 10                    | 40                    | 65                    | —                     |
| 2000 | „Come on Over Baby (All I Want Is You)”       | Christina Aguilera                      | 4                     | 1                     | 8                     | 14                    | 9                     | 23                    | 33                    |
| 2001 | „Pero Me Acuerdo De Tí”                       | Mi Reflejo                              | —                     | —                     | —                     | —                     | —                     | —                     | —                     |
| 2001 | „Falsas Esperanzas”                           | Mi Reflejo                              | —                     | —                     | —                     | —                     | —                     | —                     | —                     |
| 2001 | „Nobody Wants to Be Lonely” (cu Ricky Martin) | Sound Loaded                            | 1                     | 13                    | 4                     | 6                     | 8                     | 5                     | 28                    |
| 2001 | „Lady Marmalade” (cu Lil' Kim, Mya și P!nk)   | Moulin Rouge! Soundtrack                | 1                     | 1                     | 1                     | 18                    | 1                     | 1                     | 12                    |
| 2002 | „Dirrty” (feat. Redman)                       | Stripped                                | 5                     | 48                    | 1                     | 5                     | 4                     | 4                     | 98                    |
| 2002 | „Beautiful”                                   | Stripped                                | 1                     | 2                     | 1                     | 1                     | 1                     | 4                     | 27                    |
| 2003 | „Fighter”                                     | Stripped                                | 3                     | 20                    | 3                     | 3                     | 5                     | 6                     | —                     |
| 2003 | „Can't Hold Us Down” (feat. Lil' Kim)         | Stripped                                | 3                     | 12                    | 6                     | —                     | 5                     | 9                     | 27                    |
| 2003 | „The Voice Within”                            | Stripped                                | 7                     | 33                    | 9                     | 10                    | 8                     | 13                    | —                     |
| 2003 | „Infatuation”                                 | Stripped                                | —                     | —                     | —                     | —                     | —                     | —                     | —                     |
| 2004 | „Car Wash” (cu Missy Elliott)                 | Shark Tale Soundtrack                   | 10                    | 63                    | 4                     | —                     | 2                     | 6                     | —                     |
| 2004 | „Tilt Ya Head Back” (cu Nelly)                | Sweat                                   | 26                    | 58                    | 5                     | —                     | 5                     | 27                    | —                     |
| 2006 | „Ain't No Other Man”                          | Back to Basics                          | 2                     | 6                     | 2                     | 4                     | 6                     | 5                     | 26                    |
| 2006 | „Hurt”                                        | Back to Basics                          | 4                     | 19                    | 11                    | 6                     | 9                     | 2                     | 3                     |
| 2006 | „Tell Me” (cu Diddy)                          | Press Play                              | 24                    | 47                    | 8                     | —                     | 13                    | 5                     | —                     |
| 2007 | „Candyman”                                    | Back to Basics                          | 13                    | 25                    | 17                    | 9                     | 2                     | 11                    | —                     |
| 2007 | „Slow Down Baby”                              | Back to Basics                          | —                     | —                     | —                     | —                     | 21                    | —                     | —                     |
| 2007 | „Oh Mother”                                   | Back to Basics                          | —                     | —                     | —                     | —                     | —                     | 18                    | —                     |
| 2008 | „Keeps Gettin Better”                         | Keeps Gettin' Better - A Decade Of Hits | 14                    | 7                     | 14                    | 4                     | 26                    | 14                    | —                     |
| 2010 | „Not Myself Tonight”                          | Bionic                                  | 25                    | 23                    | 12                    | 11                    | 22                    | 24                    | —                     |

### Colaborări cu alți muzicieni
- 1995: „All I Wanna Do” (cu Keizo Nakanishi)[8]
- 2002: „What's Going On”  (împreună cu alți membri ai All-Star Collaboration la MTV)
- 2004: „Car Wash” (cu Missy Elliott)
- 2004: „Tilt Ya Head Back” (cu Nelly)
- 2005: „A Song For You” (cu Herbie Hancock)
- 2006: „Tell Me” (cu Diddy)
- 2011: „Moves Like Jagger” (cu Maroon 5)